# What If There Were No Sides At All
What If There Were No Sides At All è un singolo di Bryan Adams contro la guerra che ha scritto in collaborazione con Gretchen Peters. Pubblicato il 12 maggio 2023 dall'etichetta Badams Music Ltd..

## Descrizione
Il brano è un inno per la pace contro la guerra, nel quale Adams pone semplici domande e non vuole scegliere da che parte stare, che non vuole far parte dei conflitti e mette in discussione la razionalità di una parte che emerge vittoriosa mentre l'altra soccombe.
farmi odiare
Non farmi scegliere
Perché una parte dovrebbe vincere e l'altra perdere»
(Bryan Adams, What If There Were No Sides At All
)
 
La canzone è stata introdotta con una descrizione del cantante:

## Video musicale
Nel video musicale, diretto da Adams e dal grafico Ben Ib, Adams attraversa un paesaggio distopico dilaniato dalla guerra, portando una bandiera bianca con il simbolo della pace (☮),creato da Gerald Holtom nel 1958.

## Tracce
Testi e musiche di Bryan Adams e Gretchen Peters..
1. What If There Were No Sides At All – 2:42

## Formazione
Musicisti
- Tutti gli strumenti sono eseguiti da Bryan Adams

Produzione
- Bryan Adams — Produttore
- Bob Clearmountain — Missaggio immersivo
- Bob Ludwig — Mastering
- Hayden Watson — Mixer, Ingegnere di registrazione